# Hugo Barra
Hugo Barra (Belo Horizonte, 28 de outubro de 1976) é um executivo de tecnologia e empreendedor.
Atualmente é vice-presidente da Oculus, empresa responsável por produtos de realidade virtual, com sede em Irvine (Califórnia), Estados Unidos. De 2008 a 2013, ele atuou em uma série de funções de gerenciamento de produtos da Google em Londres e Califórnia, incluindo vice-presidente e porta-voz de produto da divisão Android do Google.

## Biografia
Barra frequentou o ensino fundamental e médio na unidade do Colégio Pitágoras em Belo Horizonte, Brasil, e em 1995 matriculou-se na Universidade Federal de Minas Gerais (EECS), com especialização em Engenharia Elétrica. Em 1996, transferiu-se para o  Massachusetts Institute of Technology (MIT) em Cambridge. Enquanto estudante do MIT, Trabalhou no MIT Media Lab e MIT Artificial Intelligence Lab. Também estagiou na Netscape Communications, Walt Disney Imagineering, Merrill Lynch e McKinsey & Company.
Barra recebeu diversos graus como Bacharel em ciências no MIT, nas áreas de Engenharia Elétrica e Ciência da Computação (EECS) e Ciências Administrativas, também cumprindo matérias em Economia. Recebeu o Mestrado em Engenharia na EECS. Ele foi o presidente da turma de graduação de 1999–2000 e estudante palestrante do MIT no início de 2000.

## Carreira
Em 2000, Barra co-fundou a startup LOBBY7 com colegas do MIT. O nome da empresa foi inspirado no hall de entrada do edifício 7, a entrada principal do Corredor Infinito no MIT. O financiamento para criação da empresa foi fornecido pelo Boston-based VCs, Softbank e Clarity Capital.
Essa startup fornecia um software móvel de reconhecimento de voz e foi adquirida pela ScanSoft em 2003, que em 2005 se tornou Nuance Communications após uma fusão. Barra ocupou diversas posições na Nuance em Gerência de Produtos, Marketing de Produto e Desenvolvimento de negócios, lançando uma série de produtos de reconhecimento de voz móvel.

### Google
Barra juntou-se ao Google em Londres em março de 2008 como Gerente de Grupo de Produtos para o time Google Mobile liderado por Vic Gundotra. Em 2010, Barra entrou na equipe do Android.
De 2010 a 2013, seu papel na empresa cresceu e Barra passou a apresentar conferências de imprensa. Foi promovido à vice-presidência da equipe Android em 2012.

### Xiaomi
Em setembro de 2013, Barra saiu do Google para aceitar o cargo de vice-presidente internacional da Xiaomi. Em janeiro de 2017, revelou sua saída da empresa e justificou estar fortemente motivado a fazê-lo pela saudade da vida que construiu no Vale do Silício.
Em 2018 a Xiaomi entrou na bolsa de valores e Hugo Barra como um dos funcionários antigos tinha ações a receber. Com a valorização das ações da Xiaomi, ele recebeu 800 milhões de reais.

### Facebook
Hugo Barra anunciou, em 25 de janeiro de 2017, que entraria para a equipe da rede social para liderar os esforços da empresa na área de Realidade Virtual, na divisão da Oculus. Em maio de 2017, Barra deixou a posição na Oculus para assumir a construção de um ecossistema de parceiros do Facebook, que visa fazer a Realidade Virtual e Aumentada mais acessível.
No dia 17 de maio de 2021, Hugo Barra anunciou em sua página no Facebook sua saída  da empresa antes deles lançarem no mercado o aguardado óculos de Realidade Virtual em parceria com a Rayban, embora tenha dito que mesmo após sua saída o dispositivo será lançado ainda em 2021.